# Cantón Rancho Nuevo
Cantón Rancho Nuevo es una localidad del estado mexicano de Chiapas. Es parte del municipio de Huixtla.

## Demografía
| Gráfica de evolución demográfica |
|                                  |

| Censo | Población |
| ----- | --------- |
| 1960  | 563       |
| 1970  | 717       |
| 1980  | 660       |
| 1990  | 962       |
| 2000  | 1 053     |
| 2010  | 1 123     |
| 2020  | 1 334     |